# Lukáčovce
Lukáčovce – wieś i gmina (obec) w powiecie Nitra, w kraju nitrzańskim na Słowacji. Znajduje się na Nizinie Naddunajskiej w kierunku na północny zachód od miasta Nitra. Położona jest nad brzegami potoku Blatina.